# Disa glandulosa
Disa glandulosa är en orkidéart som beskrevs av William John Burchell och John Lindley. Disa glandulosa ingår i släktet Disa och familjen orkidéer. Inga underarter finns listade i Catalogue of Life.